# Rufipenne de Tristram
Onychognathus tristramii
Espèce
Statut de conservation UICN

 LC  : Préoccupation mineure
Le Rufipenne de Tristram (Onychognathus tristramii) est une espèce d'oiseaux de la famille des Sturnidae.

## Description
De la taille d'un merle noir, le rufipenne de Tristram est un passereaux à la silhouette élancée et à la queue relativement longue. Son plumage est entièrement noir irisé, à l'exception d'une large plage alaire orangée. Cette caractéristique, associée à son puissant sifflement, le rend aisément reconnaissable lorsqu'il est en vol.

## Habitat
Cette espèce sédentaire et grégaire vit dans des zones montagneuses semi-arides d'Israël, de Palestine, de Jordanie, au sud et à l'ouest de la péninsule arabique, ainsi que dans le Sinaï.
Il est occasionnellement observé à proximité d'implantations humaines, s'aventurant parfois même jusqu'au cœur de la vieille ville de Jérusalem.

## Étymologie
Le nom de l'espèce commémore le révérend Henry Baker Tristram (1822-1906).